# 中路啓太
中路 啓太（なかじ けいた、1968年7月1日- ）は、日本の小説家。東京都生まれ。

## 来歴
東京大学大学院人文社会系研究科博士課程を単位取得の上、退学。
2006年、『火ノ児の剣』（応募時のタイトルは「火ノ児の剣――新井白石斬奸録」）で第1回小説現代長編新人賞の奨励賞を受賞しデビュー。

## 受賞・候補
- 2006年『火ノ児の剣』で第1回小説現代長編新人賞（奨励賞）受賞
- 2010年『己惚れの砦』で第31回吉川英治文学新人賞候補
- 2015年『もののふ莫迦』で第5回本屋が選ぶ時代小説大賞受賞
- 2016年『ロンドン狂瀾』で第7回山田風太郎賞候補[2]

## 作品リスト
- 『火ノ児の剣』（講談社 2006年10月 / 講談社文庫 2009年12月）
- 『裏切り涼山』（講談社 2007年12月 / 講談社文庫 2010年12月）
- 『己惚れの記』（講談社 2009年8月 / 講談社文庫 2012年9月）
- 『謎斬り右近』（新潮社 2010年2月）
  - 「豊国神宝」（新潮文庫 2012年12月）
- 『傾国 もうひとつの楊貴妃伝』（2011年8月 講談社）
- 『獅子は死せず』（講談社 2011年11月）、中公文庫 2015年。毛利勝永を描く
- 『うつけの采配』（中央公論新社 2012年2月）、中公文庫 2014年。吉川広家を描く
- 『恥も外聞もなく売名す』新潮社 2013年。渡辺了を描く　
  - 「三日月の花 渡り奉公人 渡辺勘兵衛」中公文庫 2016年
- 『もののふ莫迦』中央公論新社 2014年 / 中公文庫 2017年。岡本越後守と加藤清正を描く
- 『ロンドン狂瀾』（光文社 2016年1月、光文社文庫 2018年）。ロンドン海軍軍縮会議を描く
- 『ゴー・ホーム・クイックリー』（文藝春秋 2018年、文春文庫 2020年）。日本国憲法制定を描く
- 『ミネルヴァとマルス　昭和の妖怪・岸信介』（上下、KADOKAWA 2019年3月）
- 『昭和天皇の声』（文藝春秋 2019年8月、文春文庫 2022年）。短編作品5編
- 『革命キッズ』光文社 2021年7月